# 41e cérémonie des International Emmy Awards
Pour la cérémonie principale des Emmy Awards récompensant les programmes télévisés diffusés en primetime aux États-Unis, voir la 65e cérémonie des Primetime Emmy Awards.
La 41e cérémonie des International Emmy Awards, décernés par l'International Academy of Television Arts and Sciences, a eu lieu le 25 novembre 2013, et a récompensé les programmes télévisés internationaux diffusés au cours de la saison 2012-2013.

## Palmarès

### Meilleur programme artistique
| Meilleur programme artistique                          | Pays                     | Réseau de télévision                | Résultat   |
| ------------------------------------------------------ | ------------------------ | ----------------------------------- | ---------- |
| Hello?! Orchestra Freddie Mercury: The Great Pretender | Corée du Sud Royaume-Uni | Munhwa Broadcasting Corporation BBC | Lauréat    |
| Soundtrack                                             | Belgique                 | Geronimo BVBA                       | Nomination |
| Multiple Views - La Máquina Loca                       | Mexique                  | Teveunam                            | Nomination |

### Meilleur acteur
| Meilleur acteur                                    | Pays        | Réseau de télévision | Résultat   |
| -------------------------------------------------- | ----------- | -------------------- | ---------- |
| Sean Bean (Accused)                                | Royaume-Uni | BBC                  | Lauréat    |
| Heino Ferch (Anatomy of Revenge)                   | Allemagne   | ZDF                  | Nomination |
| Marcos Palmeira (Mandrake)                         | Brésil      | HBO Latin America    | Nomination |
| Shinichi Tsutsumi (Yasu - A Single Father's Story) | Japon       | NHK                  | Nomination |

### Meilleure actrice
| Meilleure actrice                             | Pays        | Réseau de télévision  | Résultat   |
| --------------------------------------------- | ----------- | --------------------- | ---------- |
| Fernanda Montenegro (Doce de Mãe)             | Brésil      | Rede Globo            | Lauréat    |
| Sheridan Smith (Mrs Biggs)                    | Royaume-Uni | ITV                   | Nomination |
| Lotta Tejle (30 Degrees in February)          | Suède       | SVT                   | Nomination |
| Li Sun (The Back Palace: Legend of Zhen Huan) | Chine       | Beijing TV Art Center | Nomination |

### Meilleure comédie
| Meilleure comédie               | Pays           | Réseau de télévision | Résultat   |
| ------------------------------- | -------------- | -------------------- | ---------- |
| Moone Boy                       | Royaume-Uni    | Sky1                 | Lauréat    |
| Late Nite News with Loyiso Gola | Afrique du Sud | eNCA                 | Nomination |
| Workingirls                     | France         | Canal+               | Nomination |
| Como Aproveitar o Fim do Mundo  | Brésil         | Rede Globo           | Nomination |

### Meilleur documentaire
| Meilleur documentaire       | Pays         | Réseau de télévision            | Résultat   |
| --------------------------- | ------------ | ------------------------------- | ---------- |
| 5 Broken Cameras            | France       | France Télévisions              | Lauréat    |
| The Golden Hour             | New Zealand  | Television New Zealand          | Nomination |
| My Mother, Lady Bondong     | Corée du Sud | Munhwa Broadcasting Corporation | Nomination |
| 5 de Mayo, Un Dia de Gloria | Mexique      | Discovery Channel               | Nomination |

### Meilleure série dramatique
| Meilleure série dramatique | Pays        | Réseau de télévision | Résultat   |
| -------------------------- | ----------- | -------------------- | ---------- |
| Les Revenants              | France      | Canal+               | Lauréat    |
| Maalaala Mo Kaya           | Philippines | ABS-CBN              | Nomination |
| O Brado Retumbante         | Brésil      | Rede Globo           | Nomination |
| Accused                    | Royaume-Uni | BBC                  | Nomination |

### Meilleur programme de divertissement non-scénarisé
| Meilleur programme de divertissement non-scénarisé | Pays           | Réseau de télévision | Résultat   |
| -------------------------------------------------- | -------------- | -------------------- | ---------- |
| Go Back to Where You Came From                     | Australie      | SBS                  | Lauréat    |
| MasterChef South Africa                            | Afrique du Sud | M-Net                | Nomination |
| Dear Neighbors Help Our Daughter Find Love         | Israël         | Keshet Broadcasting  | Nomination |
| Reto al Chef 2                                     | Colombie       | Fox Telecolombia     | Nomination |

### Meilleure telenovela
| Meilleure telenovela | Pays   | Réseau de télévision  | Résultat   |
| -------------------- | ------ | --------------------- | ---------- |
| Lado a Lado          | Brésil | Rede Globo            | Lauréat    |
| Avenida Brasil       | Brésil | Rede Globo            | Nomination |
| Windeck              | Angola | Semba Comunicação     | Nomination |
| 30 vies              | Canada | ICI Radio-Canada Télé | Nomination |

### Meilleur téléfilm / mini-série
| Meilleur téléfilm / mini-série   | Pays        | Réseau de télévision | Résultat   |
| -------------------------------- | ----------- | -------------------- | ---------- |
| A Day for a Miracle              | Allemagne   | ZDF                  | Lauréat    |
| SOMOS - Cadáver se necesita      | Uruguay     | Canal 10             | Nomination |
| Secret State                     | Royaume-Uni | Channel 4            | Nomination |
| DramaW Mini-Series: Heaven's Ark | Japon       | WOWOW                | Nomination |